# Live in Dublin (album de Leonard Cohen)
Pour les articles homonymes, voir Live in Dublin.
Live in Dublin est un album de Leonard Cohen sorti le 2 décembre 2014.

## Historique
L'album est sorti le 2 décembre 2014 et a été enregistré à l'O2 Arena de Dublin en septembre 2013. 
Live in Dublin est le quatrième album live de Leonard Cohen. L'album ressemble beaucoup à l'album Live in London  mais contient les interprétations de plusieurs morceaux de ses albums les plus récents tels que Amen, The Darkness, Alexandra Leaving et Come Healing. Lors de sa sortie, l'album a reçu des critiques unanimement positives dont Metacritic qui a attribué un score de 83 sur 100 sur la base de six critiques, ce qui indique un accueil triomphal. Tout en reconnaissant qu'une grande partie de l'album était redondante avec Live in London sorti en 2009, Rolling Stone a salué le nouvel album comme « valant largement le prix ». Dans une autre critique positive pour Exclaim!, Mackenzie Herd écrit que Cohen « parvient encore à hypnotiser les spectateurs du monde entier avec une œuvre toujours pertinente et instructive, laissant dans son sillage des stades pleins à craquer et satisfaits comme dans cet album ».

## Pistes
| 1.  | Dance Me to the End of Love | 5:56 |
| 2.  | The Future                  | 6:46 |
| 3.  | Bird on the Wire            | 7:09 |
| 4.  | Everybody Knows             | 5:35 |
| 5.  | Who By Fire                 | 8:44 |
| 6.  | The Gypsy's Wife            | 6:12 |
| 7.  | The Darkness                | 5:51 |
| 8.  | Amen                        | 8:02 |
| 9.  | Come Healing                | 3:58 |
| 10. | Lover Lover Lover           | 6:49 |
| 11. | Anthem                      | 8:07 |

| 1.  | Tower of Song           | 6:30 |
| 2.  | Suzanne                 | 4:25 |
| 3.  | Chelsea Hotel No. 2     | 3:23 |
| 4.  | Waiting for the Miracle | 8:01 |
| 5.  | The Partisan            | 5:26 |
| 6.  | In My Secret Life       | 5:04 |
| 7.  | Alexandra Leaving       | 7:57 |
| 8.  | I'm Your Man            | 5:58 |
| 9.  | Recitation              | 3:20 |
| 10. | Hallelujah              | 7:25 |
| 11. | Take This Waltz         | 5:59 |

| 1. | So Long, Marianne          | 5:33 |
| 2. | Going Home                 | 4:06 |
| 3. | First We Take Manhattan    | 6:40 |
| 4. | Famous Blue Raincoat       | 4:34 |
| 5. | If It Be Your Will         | 4:53 |
| 6. | Closing Time               | 5:34 |
| 7. | I Tried to Leave You       | 7:44 |
| 8. | Save the Last Dance for Me | 4:09 |

### DVD bonus
| 1. | Show Me The Place (04/13/13, Scotiabank Centre, Halifax (Nouvelle-Écosse))  |  |
| 2. | Anyhow (04/20/13, Mile One Centre, Saint-Jean de Terre-Neuve)               |  |
| 3. | Different Sides (04/15/13, Harbour Station, Saint-Jean (Nouveau-Brunswick)) |  |